# Francesco Mantica
Francesco Mantica (Roma, 14 settembre 1727 – Roma, 13 aprile 1802) è stato un cardinale italiano.

## Biografia
Nacque a Roma il 14 settembre 1727 da nobile famiglia, fu avviato fin da fanciullo agli studi ecclesiastici. Fu prima ciambellano d'onore di papa Clemente XIII e poi prelato referendario nel 1758.
Papa Pio VII lo elevò al rango di cardinale nel concistoro del 23 febbraio 1801; il successivo 26 febbraio ricevette la berretta cardinalizia, ma solo il 20 luglio gli fu dato il titolo di Santa Prisca.
Morì il 13 aprile 1802 all'età di 74 anni. Fu sepolto nella basilica di Santa Maria in Aracoeli, nella cappella di famiglia.